# Mjøstårnet
Mjøstårnet, conosciuto anche come Mjøsa Tower, è un edificio ad uso misto situato nella cittadina norvegese di Brumunddal. Composto da 18 piani e alto 85,4 metri, è l'edificio con struttura in legno più alto al mondo.

## Descrizione

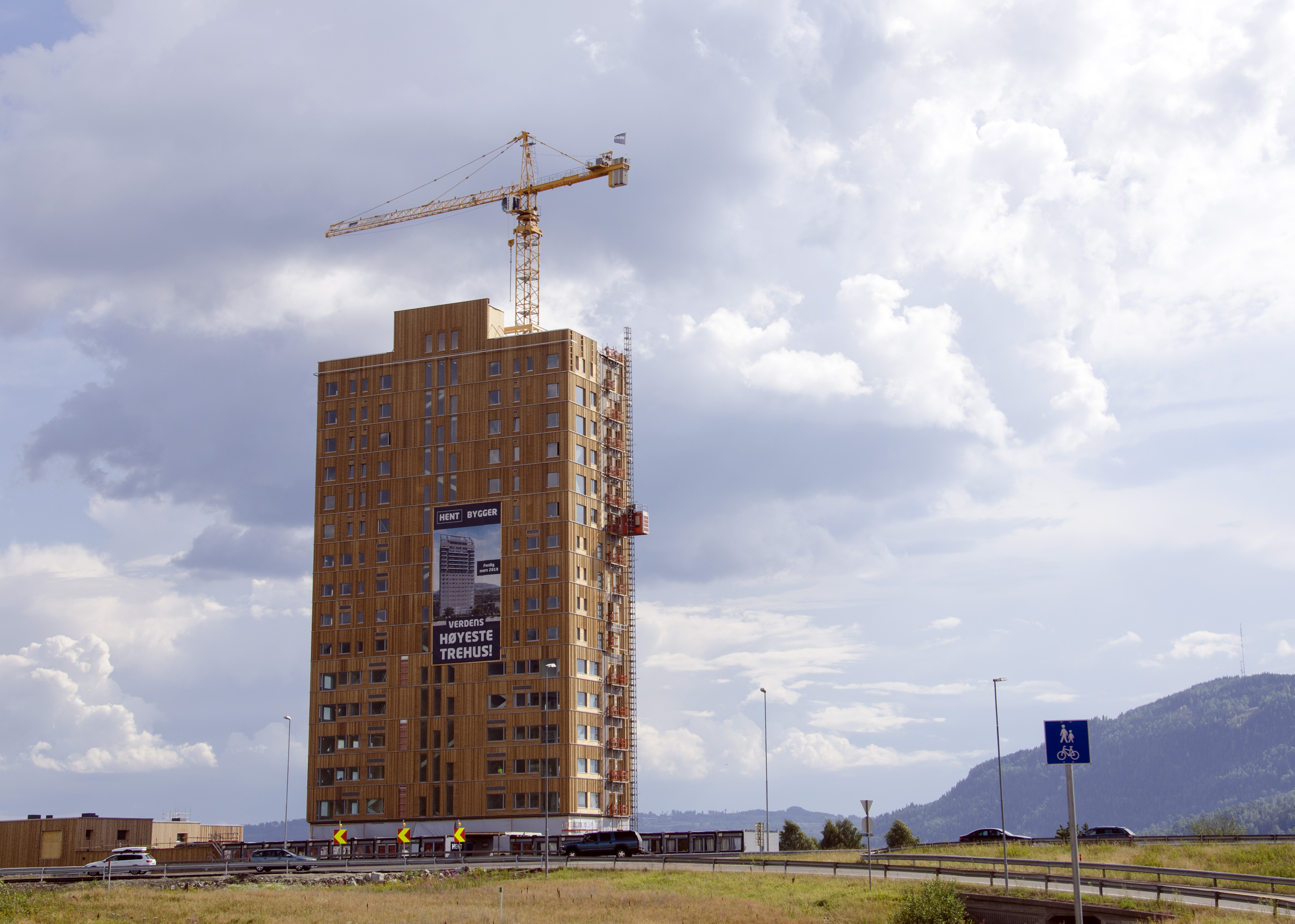
L'edificio a luglio 2018 durante la costruzione

Mjøstårnet, che in norvegese significa torre di Mjøsa, prende il nome dal lago Mjøsa, il bacino più grande della Norvegia, su cui affaccia. È stato progettato dallo studio di architettura Voll Arkitekter per AB Invest. L'edificio, inaugurato a marzo 2019, ha un'area di base di 37,5 x 17 metri e una superficie complessiva di circa 11300 m². Ospita appartamenti, uffici, un hotel e un ristorante. Accanto ad esso si trova inoltre una piscina da 4700 m², anch'essa con struttura in legno.
La struttura portante è interamente realizzata tramite travi e pilastri in legno lamellare (glulam) e i balconi e il vano scale e ascensore sono realizzati con pannelli di legno strutturale x-lam, progettati e realizzati da Moelven Limtre. Per massimizzare la sostenibilità ambientale del progetto il legno utilizzato è stato ricavato da foreste locali e sono stati piantati due nuovi alberi per ogni pianta abbattuta.
I solai dei primi 11 piani sono realizzati in legno, mentre per solai dei 7 piani superiori è stato utilizzato il calcestruzzo al fine di appesantire la struttura e contrastarne l'oscillazione. Infatti è stato calcolato che, per via della sua snellezza e della flessibilità del legno come materiale, l'ultimo piano dell'edificio potrà avere una oscillazione massima di 14 centimetri. La presenza del calcestruzzo, che rende più pesante la parte più alta dell'edificio, fa sì che l'oscillazione sia più lenta evitando così che gli occupanti abbiano una sensazione di mal di mare.
In seguito all'inaugurazione è diventato ufficialmente l'edificio in legno più alto al mondo, superando il Brock Commons Tallwood House di Vancouver, alto 53 metri e che in verità ha una struttura portante ibrida in legno e cemento armato, e l'edificio Treet a Bergen, sempre in Norvegia, con i suoi 49 metri. Secondo il progetto iniziale avrebbe dovuto raggiungere un'altezza di 81 metri, ma durante la costruzione sono state fatte delle modifiche per arrivare fino a 85,4 metri e superare così la Hoho Wien, edificio ibrido in legno e cemento di 84 metri in costruzione nello stesso periodo a Vienna.